# Praia da Ponta do Sol
Praia da Ponta do Sol
A Praia da Ponta do Sol é uma praia situada na vila e concelho homónimo, na ilha da Madeira, em Portugal.
Constituída por calhau, possui um campo desportivo, restaurante, bar, biblioteca de Verão e nadador-salvador. Tem bandeira azul.